# سنت-ژولی، ان
سنت-ژولی، ان (به فرانسوی: Sainte-Julie) یک کمون در فرانسه است که در Canton of Lagnieu واقع شده‌است.

## خصوصیات
سنت-ژولی ۱۱٫۱۵ کیلومترمربع مساحت و ۸۴۶ نفر جمعیت دارد.